# Vangeli di Ossirinco
I Vangeli di Ossirinco sono due frammenti ritrovati tra i papiri di Ossirinco che contengono brevi testi in greco di natura evangelica, non riconducibili ad alcun vangelo apocrifo o canonico, e databili tra il I e il II secolo.
Dal loro numero di acquisizione del British Museum, sono anche noti come Papiro di Ossirinco 840 e Papiro di Ossirinco 1224.